# Zell (Ortenaukreis)
Zell é uma cidade da Alemanha, no distrito de Ortenaukreis, na região administrativa de Freiburg , estado de Baden-Württemberg.